# Namorik
Namorik (negdje Namdrik; marš. Namdik), atol od dva otočića u sastavu Maršalovih Otoka, dio lanca Ralik.

## Zemljopis
Relativno izoliran, najbliži susjedi su mu Kili 105 km istočno i Ebon 117 km jugoistočno.
Najveći otočić, također nazvan Namorik, od jugozapada do sjeveroistoka okružuje lagunu površine 8,4 km2 dok se drugi, manji, otočić nalazi na sjeverozapadu.

## Stanovništvo
| broj stanovnika | 523   | 547   | 431   | 617   | 814   | 772   |
|                 | 1958. | 1967. | 1973. | 1980. | 1988. | 1999. |